# Cocapata (Ayopaya)
Cocapata ist eine Ortschaft im Departamento Cochabamba im südamerikanischen Andenstaat Bolivien.

## Lage im Nahraum
Cocapata ist der zentrale Ort des Municipio Cocapata in der Provinz Ayopaya. Die Ortschaft liegt auf einer ausgedehnten Hochfläche auf einer Höhe von 3600 m an einem Zuflüsse zum Río Cotacajes, der hier in nördlicher Richtung zum Río Beni fließt.

## Geographie
Cocapata liegt zwischen der Cordillera Mazo Cruz und den nordwestlichen Teilabschnitten der Cordillera Oriental. Das Klima ist ein typisches Tageszeitenklima, bei dem die Temperaturschwankungen zwischen Tag und Nacht deutlicher ausfallen als zwischen den Jahreszeiten.
Die Jahresdurchschnittstemperatur der Region liegt bei knapp 1 °C (siehe Klimadiagramm Cocapata) und schwankt im Jahresverlauf nur wenig zwischen −2,5 °C im Juni/Juli und 3 °C im November. Der jährliche Niederschlag liegt bei etwa 850 mm und ist ganzjährig humid, schwanken jedoch zwischen Niederschlägen von nur 10 mm im Juni/Juli und Höchstwerten über 150 mm im Januar.

## Verkehrsnetz
Cocapata liegt in einer Entfernung von 138 Straßenkilometern nordwestlich von Cochabamba, der Hauptstadt des Departamentos.
Durch Cochabamba führt die 1657 Kilometer lange Nationalstraße Ruta 4, die ganz im Westen an der chilenischen Grenze bei Tambo Quemado beginnt. Sie führt quer durch das ganze Land über Quillacollo und Cochabamba nach Santa Cruz und endet im südöstlichen Teil des Landes an der Grenze zu Brasilien bei der Stadt Puerto Quijarro.
In Quillacollo führt von der Ruta 4 eine Straße nach Norden, die als Ruta 25 nach Nordwesten in Richtung Departamento La Paz führt. Nach 34 Kilometern, auf dem 4450 m hohen Pass Tahua Cruz, biegt die Landstraße Ruta 4101 von der Ruta 25 in nördlicher Richtung ab, nach neun Kilometern die Ruta 4103 nach Nordwesten Richtung Calientes, die im weiteren Verlauf Passhöhen von 4620 m erreicht und durch die fast unbesiedelte Kordillere von Cochabamba bis nach Cocapata führt.

## Bevölkerung
Die Einwohnerzahl der Ortschaft ist in den vergangenen beiden Jahrzehnten nur geringfügig angestiegen:
| Jahr | Einwohner | Quelle       |
| ---- | --------- | ------------ |
| 1992 | 345       | Volkszählung |
| 2001 | 411       | Volkszählung |
| 2012 | 401       | Volkszählung |
| 2024 |           | Volkszählung |

Die Region weist einen hohen Anteil an Quechua-Bevölkerung auf, im Municipio Morochata (aus dem das Municipio Cocapata hervorgegangen ist) sprechen 96,6 % der Bevölkerung Quechua.